# شرفه (گرمی)
شرفه یک منطقهٔ مسکونی در ایران است که در دهستان پائین برزند واقع شده‌است. براساس سرشماری مرکز آمار ایران در سال ۱۳۹۵، شرفه ۱۷۴ نفر جمعیت دارد.